# Ruhrtaler Ru-3
El Ruhrtaler Ru-3 fue un avión de entrenamiento alemán desarrollado en la década de 1930 para entrenamiento avanzado.
El Ru-3 era un monoplano de ala alta de construcción mixta de madera y metal. El casco consistía en un marco de acero tubular soldado cubierto de tela con una parte posterior redondeada revestida de madera. El motor estaba integrado en una suspensión tubular de acero y revestido con chapa; detrás estaban el cortafuegos y el depósito de combustible. El ala, hecha de madera y tela, estaba conectada al fuselaje con vástagos en I cortos. Estaba hecho de una sola pieza, tenía una caja y un larguero auxiliar, una nariz de madera contrachapada resistente a la torsión con un borde delantero abombado. El estabilizador normal autoportante consistía en un marco de madera con estabilizadores horizontales y verticales cubiertos de madera contrachapada y timones cubiertos de tela. Los alerones estaban desequilibrados y articulados al larguero auxiliar. El Ru 3 estaba equipado con un tren de aterrizaje rígido que constaba de ruedas principales frenables sobre puntales sin eje continuo y una pequeña rueda trasera, todas ellas carenadas aerodinámicamente. 

## Configuración
El Ru 3 era un avión (avión) de ala alta de madera/metal construcción mixta. El casco consistía en un armazón de tubo de acero soldado cubierto de tela con una parte posterior redondeada con paneles de madera. El motor estaba integrado en una suspensión tubular de acero y revestido con chapa; detrás estaba el Brandschott y el tanque de combustible. El ala hecha de madera y tela estaba conectada al fuselaje con I-tallos cortos. Estaba formado de una sola pieza, tenía caja y larguero auxiliar, una torsión rígida madera contrachapadanariz con barrido borde de ataque . La autoportantee normalcola constaba de un marco de madera con elevador y aleta cubiertos de madera contrachapada y timónn cubiertos de tela . Los alerones estaban desequilibrados y articulados al larguero auxiliar. El Ru 3 estaba equipado con un tren de aterrizaje rígido que constaba de ruedas principales frenables sobre puntales sin un eje (elemento de máquina) continuo y una pequeña rueda trasera, todas ellas carenadas aerodinámicamente.
- Datos: Q18391426